# Kiatitsi
Kiatitsi (en rus: Кятицы) és un poble de l'óblast de Pskov, a Rússia, segons el cens del 2000 tenia 23 habitants. Pertany al districte de Gdov.